# Astragalus coltonii
Astragalus coltonii är en ärtväxtart som beskrevs av Marcus Eugene Jones. Astragalus coltonii ingår i släktet vedlar, och familjen ärtväxter.

## Underarter
Arten delas in i följande underarter:
- A. c. coltonii
- A. c. moabensis